# Baron Swaythling
Baron Swaythling, of Swaythling in the County of Southampton, ist ein erblicher britischer Adelstitel in der Peerage of the United Kingdom.

## Verleihung und nachgeordnete Titel
Der Titel wurde am 18. Juli 1907 für den prominenten jüdischen Bankier Sir Samuel Montagu, 1. Baronet geschaffen. Dieser war Mitglied der Liberal Party und war 15 Jahre lang Mitglied des House of Commons gewesen.
Ihm war bereits am 23. Juni 1894 in der Baronetage of the United Kingdom der fortan nachgeordnete Titel Baronet, of South Stoneham House in the County of Hants and of Kensington Palace Gardens in the County of London, verliehen worden.

## Liste der Barone Swaythling (1907)
- Samuel Montagu, 1. Baron Swaythling (1832–1911)
- Louis Samuel Montagu, 2. Baron Swaythling (1869–1927)
- Stuart Albert Montagu, 3. Baron Swaythling (1898–1990)
- David Charles Samuel Montagu, 4. Baron Swaythling (1928–1998)
- Charles Edgar Samuel Montagu, 5. Baron Swaythling (* 1954)

Voraussichtlicher Titelerbe (Heir Presumptive) ist ein Cousin des jetzigen Barons, Rupert Anthony Samuel Montagu (* 1965), ein Enkel des 3. Barons.